# Vlada Roslyakova
Vlada Roslyakova (en russe : Влада Рослякова) née Elena Vladimirovna Roslyakova (le 8 juillet 1987) à Omsk en Sibérie, est un mannequin russe. Afin de marquer sa différence avec sa compatriote Elena Rosenkova, elle se fait appeler Vlada dans la profession, diminutif qu'elle tient de son père Vladimir,.

## Biographie
Vlada est repérée à l'âge de quinze ans. Dès 2004, elle débute en défilant pour Yohji Yamamoto à Paris, puis pour des marques prestigieuses à New York et Milan.
En 2005, elle pose pour Nina Ricci et Moschino.
Elle est également photographiée par Steven Klein pour le magazine Vogue Italie d'octobre 2005.
En novembre 2005, elle fait la couverture du magazine Vogue Paris, réalisée par Mario Testino, aux côtés des mannequins Freja Beha Erichsen, Mariacarla Boscono, Natasha Poly, Solange Wilvert et Tasha Tilberg. Elle apparaît aussi dans les pages du Flair italien.
L'année suivante, elle pose pour Dolce & Gabbana, ainsi que pour la gamme « Mariage » de Vera Wang et pour la marque française Hermès. Par ailleurs, elle défile durant diverses Semaines de la mode en février puis septembre.
En avril 2006, Patrick Demarchelier la photographie pour le Vogue Paris aux côtés de Natasha Poly, Valentina Zelyaeva & Querelle Jansen.
Début 2007, Time Magazine la cite parmi les mannequins trop maigres qui pourraient être bannis de la fashion week italienne,,. Toutefois, elle défile par la suite à Milan, et clôture le défilé Dolce & Gabbana.
La même année, elle apparaît dans une série de photos réalisée par Terry Richardson pour Christian Lacroix.
En décembre 2007, elle est en couverture du Vogue brésilien et du Harper's Bazaar Russie.
Elle est la muse de Christian Lacroix durant les dernières saisons quand celui-ci était encore en activité. Elle a ainsi porté la robe de mariée qui clôt chaque défilé de la saison Printemps/Été 2008 à la saison Automne/Hiver 2009. Elle est également apparue dans ses campagnes publicitaires, et a été l'égérie de son parfum Absynthe.
En 2008, le Vogue français et le Vogue russe la reconnaissent comme « top model ».
Le magazine Vogue Paris la cite également parmi « Les 30 mannequins des années 2000 » ,. Cette année-là, elle enchaîne les défilés et les séances photos pour des publicités comme DKNY ou la marque Karl Lagerfeld, ainsi que les parutions presse; elle figure alors plusieurs fois dans le magazine Numéro,,. En septembre 2008, elle apparaît dans un éditorial du Harper's Bazaar sous les traits de Grace Kelly ,.
En 2009, après avoir clôturé le défilé haute couture de Lacroix, puis celui du prêt-à-porter d'Elie Saab le mois suivant, elle est encore une fois visible dans le Vogue russe et dans le magazine Numéro.
En 2011, elle devient le visage de Swarovski et clôture le défilé prêt-à-porter d'Anne Valérie Hash à Paris, en février.
Au cours de sa carrière, elle apparaît dans les pages de nombreux magazines de mode comme Vogue, W, V, Dazed & Confused, Marie Claire, Elle, L'Officiel, AnOther Magazine, Pop Magazine et i-D[réf. nécessaire].
Elle est connue pour sa démarche très particulière car elle marche en lean back, c'est-à-dire avec le dos en arrière, ainsi que pour sa peau très pâle,.
Comme Gemma Ward, Jessica Stam et Sasha Pivovarova, elle est reconnue pour son look « baby-doll, ».

## Quelques couvertures de magazines
- Vogue (France, Brésil, Japon, Corée)
- Numéro (Japon, juillet 2009)
- W (Corée, mars 2009)
- L'Officiel de la mode
- Elle Russie (octobre 2009)
- Marie Claire
- Harper's Bazaar Espagne (avril 2010)
- Flair italien